# Брањин Врх
Брањин Врх је насељено место у саставу града Белог Манастира у Осјечко-барањској жупанији, Република Хрватска.

## Историја
До територијалне реорганизације у Хрватској налазио се у саставу старе општине Бели Манастир.

## Становништво
На попису становништва 2011. године, Брањин Врх је имао 993 становника.

## Попис 1991.
На попису становништва 1991. године, насељено место Брањин Врх је имало 1.578 становника, следећег националног састава:
| Попис 1991.‍   | Попис 1991.‍  | Попис 1991.‍ | Попис 1991.‍ | Попис 1991.‍ |
| ------------- | ------------ | ----------- | ----------- | ----------- |
|               |              |             |             |             |
| Хрвати        | Хрвати       |             | 1.026       | 65,01%      |
| Срби          | Срби         |             | 190         | 12,04%      |
| Југословени   | Југословени  |             | 123         | 7,79%       |
| Мађари        | Мађари       |             | 46          | 2,91%       |
| Немци         | Немци        |             | 15          | 0,95%       |
| Македонци     | Македонци    |             | 10          | 0,63%       |
| Словенци      | Словенци     |             | 10          | 0,63%       |
| Роми          | Роми         |             | 5           | 0,31%       |
| Албанци       | Албанци      |             | 2           | 0,12%       |
| Пољаци        | Пољаци       |             | 1           | 0,06%       |
| Украјинци     | Украјинци    |             | 1           | 0,06%       |
| Црногорци     | Црногорци    |             | 1           | 0,06%       |
| остали        | остали       |             | 1           | 0,06%       |
| неопредељени  | неопредељени |             | 59          | 3,73%       |
| непознато     | непознато    |             | 88          | 5,57%       |
| укупно: 1.578 |              |             |             |             |